# CCTV-Frühlingsfest-Gala
Die CCTV-Frühlingsfest-Gala (Chinesisch: 中央电视台春节联欢晚会; Abkürzung: 央视春晚; weitere Abkürzung: 春晚 /chūnwǎn/) ist eine von China Central Television (CCTV) zur Feier des chinesischen Neujahrs organisierte Gala. Sie wird jährlich am chinesischen Silvesterabend veranstaltet und weltweit live per Funk und im Internet übertragen. Laut dem Guinness-Buch der Rekorde ist sie mit ca. 700 Mio. Zuschauern die Fernsehsendung mit den meisten Zuschauern der Welt. Ebenso handelt es sich um eine der einflussreichsten Sendungen im chinesischen Kulturkreis.

## Geschichte
Die CCTV-Frühlingsfest-Gala kann auf eine Filmproduktionsreihe mit dem Titel „Große Feier des Frühlingsfests“ (Chinesisch: 春节大联欢) zurückgeführt werden, deren Premiere 1956 stattfand. In Auftrag gegeben wurde sie vom chinesischen Kulturministerium, das die Filme in Kinos in ganz China ausstrahlen ließ. Da bis in die 1980er Jahre nur wenige chinesische Haushalte einen Fernseher besaßen – im Jahr 1979 bspw. gab es in ganz Festlandchina nur 4,85 Mio. Fernseher – wurde die Gala erst danach zum massenkulturellen TV-Phänomen. Die erste Gala, die im Fernsehen ausgestrahlt wurde, war die „CCTV-Frühlingsfest-Gala 1983“ (auch Erste Gala des Jahr des Schweins). Seitdem läuft die Sendung jährlich am Silvesterabend des chinesischen Kalenders live ab 20:00 Uhr (nach Pekinger Zeit UTC+8). Sie endet in der ersten Stunde des neuen Jahres.

## Übertragungskanal
Innerhalb des chinesischen Raums wird diese Gala von verschiedenen Kanälen und per Internet durch mehrere Videoportale, bspw. Youku, Tencent QQ, IQiyi  live übertragen. Außerhalb Chinas finden über Youtube, Twitter (@CCTV_America) und einstmals auch Google+ ebenfalls Liveübertragungen statt. Auch in den südostasiatischen Ländern Singapur, Malaysia und Indonesien mit einer hohen chinesischen Bevölkerungsquote wird die Gala im Fernsehen übertragen.

## Programme und Stars
Auf der Gala-Bühne werden verschiedene Programmgenres dargeboten – u. a. Sketche, Gesang, Tanz, Xiangsheng, Zauberkunst, chinesische Opern, Kung-Fu-Show, Jonglieren.
Für die jährlich fünfstündige Gala werden tausende Mitarbeiter beschäftigt. Als Gäste werden Sänger, Schauspieler, Comedians, Sportler, Taikonauten, Models und internationale Preisträger eingeladen. Unter den Gala-Stars waren z. B. die First Lady Peng Liyuan (28-mal dabei), Filmstars wie Jackie Chan (7-mal dabei), Zhang Ziyi (3-mal dabei), Sänger wie Jay Chou (5-mal dabei), Andy Lau (5-mal dabei), Song Zuying (24-mal dabei), Liu Huan (3-mal dabei), Comedians wie Zhao Benshan (21-mal dabei), Song Dandan (10-mal dabei), Feng Gong (32-mal dabei). Auch einige ausländische Stars wie Céline Dion, Sophie Marceau oder Lee Min-ho etc. haben teilgenommen.

## Entwicklung und Kritik
Das Anschauen der Frühlingsfest-Gala gehört in den meisten chinesischen Familien fast genauso fest zur Tradition am Silvesterabend wie das opulente Abendessen. Sie bietet während und nach dem Essen Unterhaltung und hat durch ihre jahrzehntelange Beständigkeit zu einer emotionalen Verbindung geführt.
Die Geschichte der Frühlingsfest-Gala zeigt die kulturelle Entwicklung der Volksrepublik wie in einer Nussschale. Prof. Zhao Zizhong von der chinesischen Universität für Kommunikation hob in einem Kommentar die kulturelle Bedeutung der Gala hervor.

### Politische Elemente und strenge Kontrolle
Seit ihrer Entstehung ist die Gala jährlich mehr oder weniger politisch geprägt. Die Programme sollen mit der politischen Ausrichtung der Staatsregierung übereinstimmen. Die Beamten des Kulturministeriums bilden während der Gala-Vorbereitung eine Kommission, um die auszuführenden Programme politisch zu überprüfen. Besonders Sketche und Xiangsheng, die ironisch und spöttisch Scherze über Politik und Gesellschaft ausdrücken, werden streng kontrolliert.

### Werbung
Wegen der hohen Anzahl der Zuschauer ist die Gala auch mit großen wirtschaftlichen Interessen verbunden. Die Produktplatzierungen verursachen bei vielen Zuschauern Unzufriedenheit.

### Kusoverbot
Seit Verbreitung des Internets gehörte es für viele chinesische Internetbenutzer nach dem Anschauen der Gala dazu, diese durch satirische und parodistische Elemente zu kritisieren. Im ostasiatischen Raum wurde dafür der Begriff Kuso geprägt, das Phänomen an sich ist aber auch im Westen bekannt. Erstmals wurden im Jahr 2017 aber negative Beiträge von Nutzern auf Weibo gelöscht und zensiert. 2018 ist die Kontrolle noch stärker geworden.

## Andere Frühlingsfest-Galas
Neben CCTV bietet fast jeder Provinz-Fernsehsender ebenfalls jährlich eine Frühlingsfest-Gala. Wegen des starken Einflusses von CCTV darf allerdings keine andere Gala am Silvesterabend gesendet werden. Diese „Provinz-Galas“ finden meistens am 23., 24., 28. oder 29. des letzten Monats oder am Neujahrstag des chinesischen Kalenders statt.
CCTV bietet ebenso seit 2011 jährlich am 23.12. des chinesischen Kalenders eine Web-Gala, in der Stars und Internet-Benutzer per Internet live gemeinsam singen und interagieren können. In der CCTV-Web-Gala 2019 (am 28. Januar 2019) wurden erstmals durch 5G-Techniken Signale transportiert und ein KI-Moderator eingesetzt.
Man sagt: „Wo es Chinesen gibt, gibt es auch Frühlingsfest-Galas“. Dies bezieht sich auf die verschiedenartigen Galas weltweit, die in vielen Städten von Auslands-Chinesen organisiert werden. Sie bieten nicht nur den Chinesen die gemeinsame Frühlingsfestfeier außerhalb der Heimat, sondern vermitteln auch den Inländern die chinesische Kultur. In fast jeder Universitätsstadt Deutschlands wird jährlich eine lokale Gala von Studenten veranstaltet.